# Gerald Drummond
Gerald Drummond, född 5 september 1994, är en friidrottare från Costa Rica. Han deltog vid olympiska sommarspelen 2020 och olympiska sommarspelen 2024.